# Birkholmposten (Schiff, 2006)
Die Birkholmposten ist ein dänisches Motorschiff, das von 2006 bis 2010 die Fährverbindung Marstal–Birkholm bediente. Sie ersetzte eine 1976 gebaute Fähre mit dem gleichen Namen Birkholm-Posten.
Die Fährstrecke ist Dänemarks kleinste Postschiff-Verbindung und wurde von der Hafenverwaltung Marstal betrieben.

## Technische Daten
Das 2006 auf der Faaborg Værft gebaute Schiff entspricht dem Typ Faaborg 900. Der Rumpf des Schiffes ist wie ein Trimaran gebaut. Im vorderen Teil befindet sich die Kabine für zwölf Fahrgäste, im hinteren Bereich ist Platz für Ladegut. Gesteuert wird das Schiff von einem Steuerstand hinter der Kabine.
Von der Marineaufsichtsbehörde war das der Ærø Kommune gehörende Schiff in die Klasse F als Frachtschiff eingeteilt, mit der Erlaubnis, bis zu 12 Passagiere zu befördern.
Während der gesamten Betriebszeit hatte das Schiff Probleme wegen Lärm, Erschütterungen und mangelnder Manövrierfähigkeit, vor allem bei Starkwind. Die Folge davon war, dass das Schiff langsamer fahren musste und so den Fahrplan nicht einhalten konnte. Bei der Zulassung durch die Aufsichtsbehörde wurden weniger Passasierplätze als ursprünglich vorgesehen genehmigt.
Zudem durfte das Boot bei Eisgang nicht eingesetzt werden. Das für die Postbeförderung dann eingesetzte Boot Erria der Hafenverwaltung durfte keine Passagiert befördern und so war die Insel Birkholm im Winter oftmals nicht für Personen erreichbar.
Im Herbst 2010 wurde das Schiff aus dem Verkehr gezogen.
Es wurde in die Herstellerwerft zu einer vollständigen Renovierung gebracht, die am 8. September 2011 abgeschlossen wurde. Seither ist das Schiff in Privatbesitz.

## Verkehr
In seiner Einsatzzeit befuhr das Boot im Sommer viermal täglich und im Winter zweimal täglich die Strecke. Die Überfahrt dauerte 25 Minuten.
Ab dem Herbst 2010 übernahm das Schiff Birkholm die Fährstrecke.